# Flowers Cove
Flowers Cove är en stad i provinsen Newfoundland och Labrador i Kanada. Det fanns 308 invånare vid folkräkningen 2011.
Flower's Cove är berömt för sina tromboliter, en form av fossila mikroorganismer i likhet med stromatoliter. Förutom i Flower’s Cove har dessa fossiler bara hittats i västra Australien.

## Demografi
Den kanadensiska folkräkningen 2011 innehåller följande uppgifter om Flowers Cove:
- Befolkning 2011 – 308
- Befolkning 2006 – 270
- Befolkning 2001 – 325[3]
- Förändring 2006 – 2011 +14,1 procent
- Förändring 2001 – 2006 -16,9 procent
- Befolkningstäthet: 40,3
- Yta 7,64 km2

## Galleri

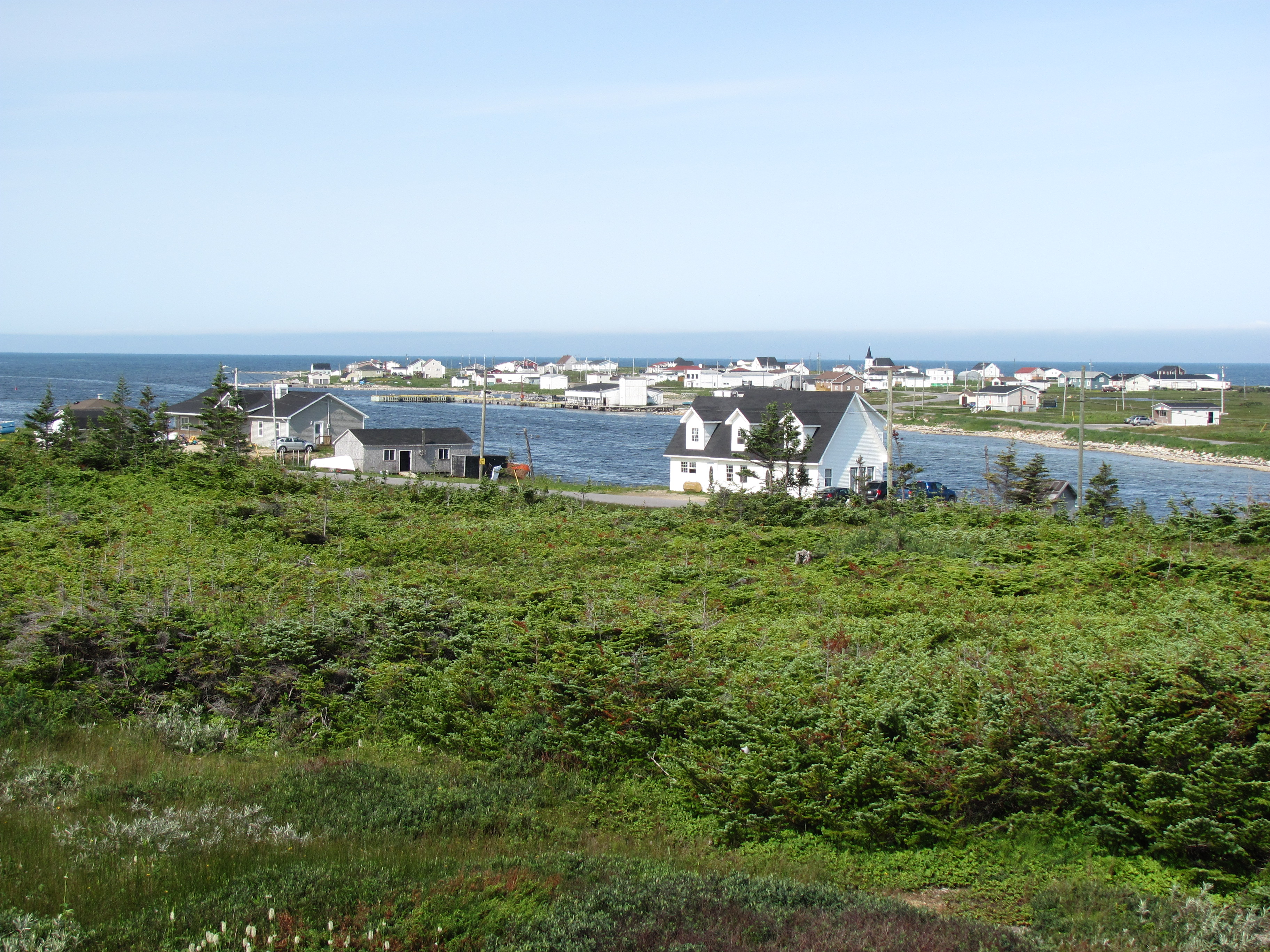
Stadsvy
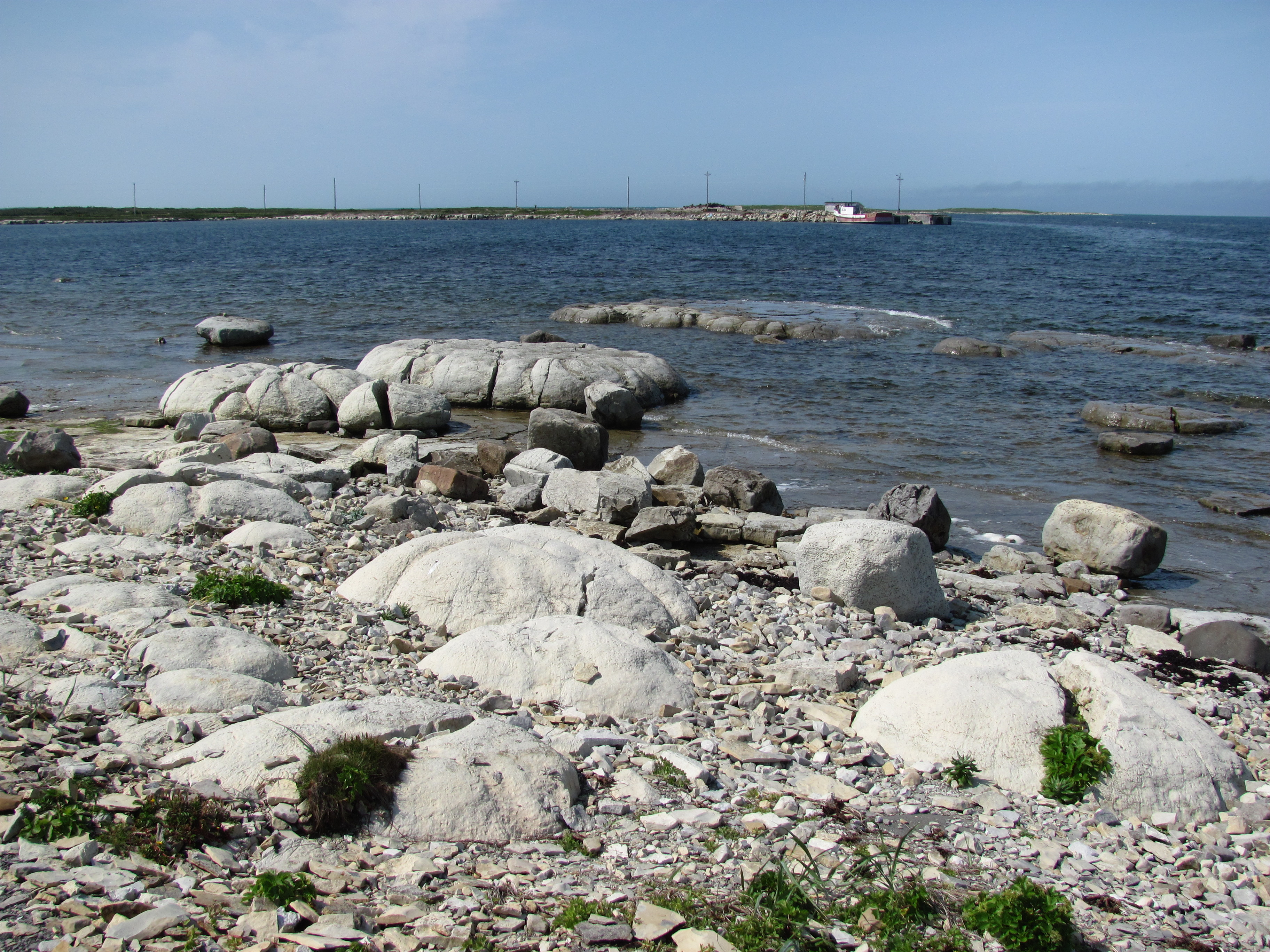
Tromboliter
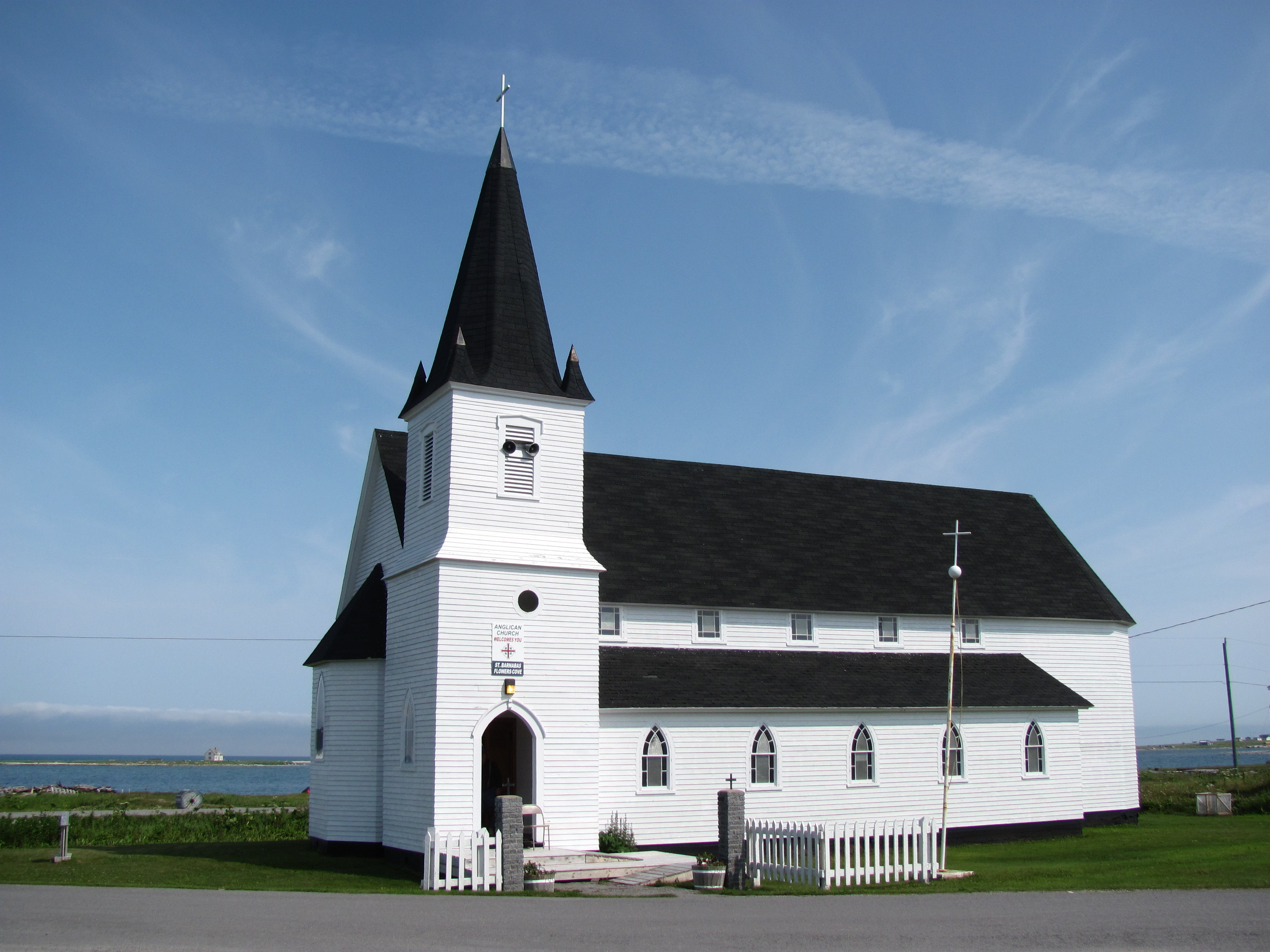
St. Barnabas anglikanska kyrka
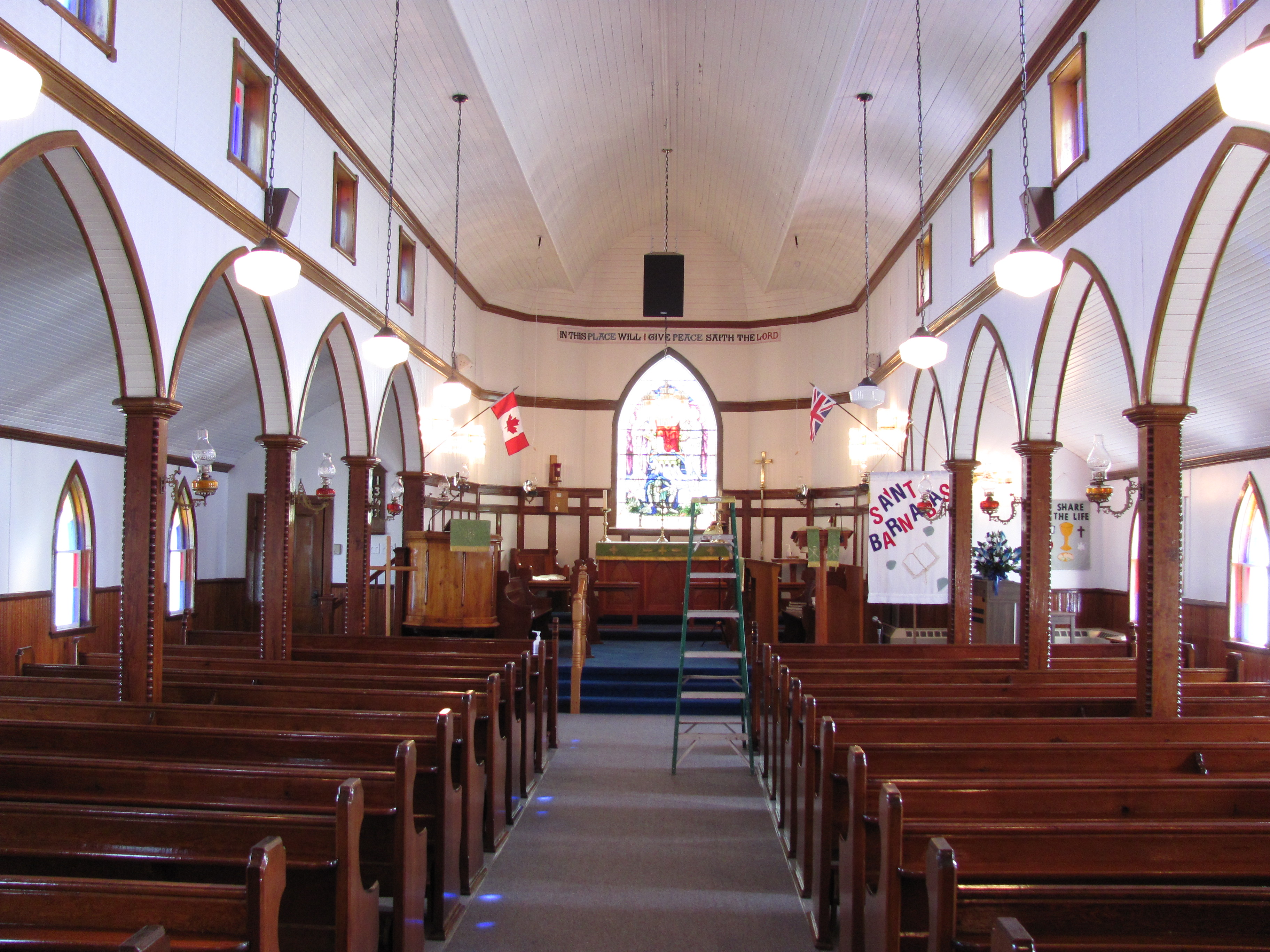
St. Barnabas anglikanska kyrka
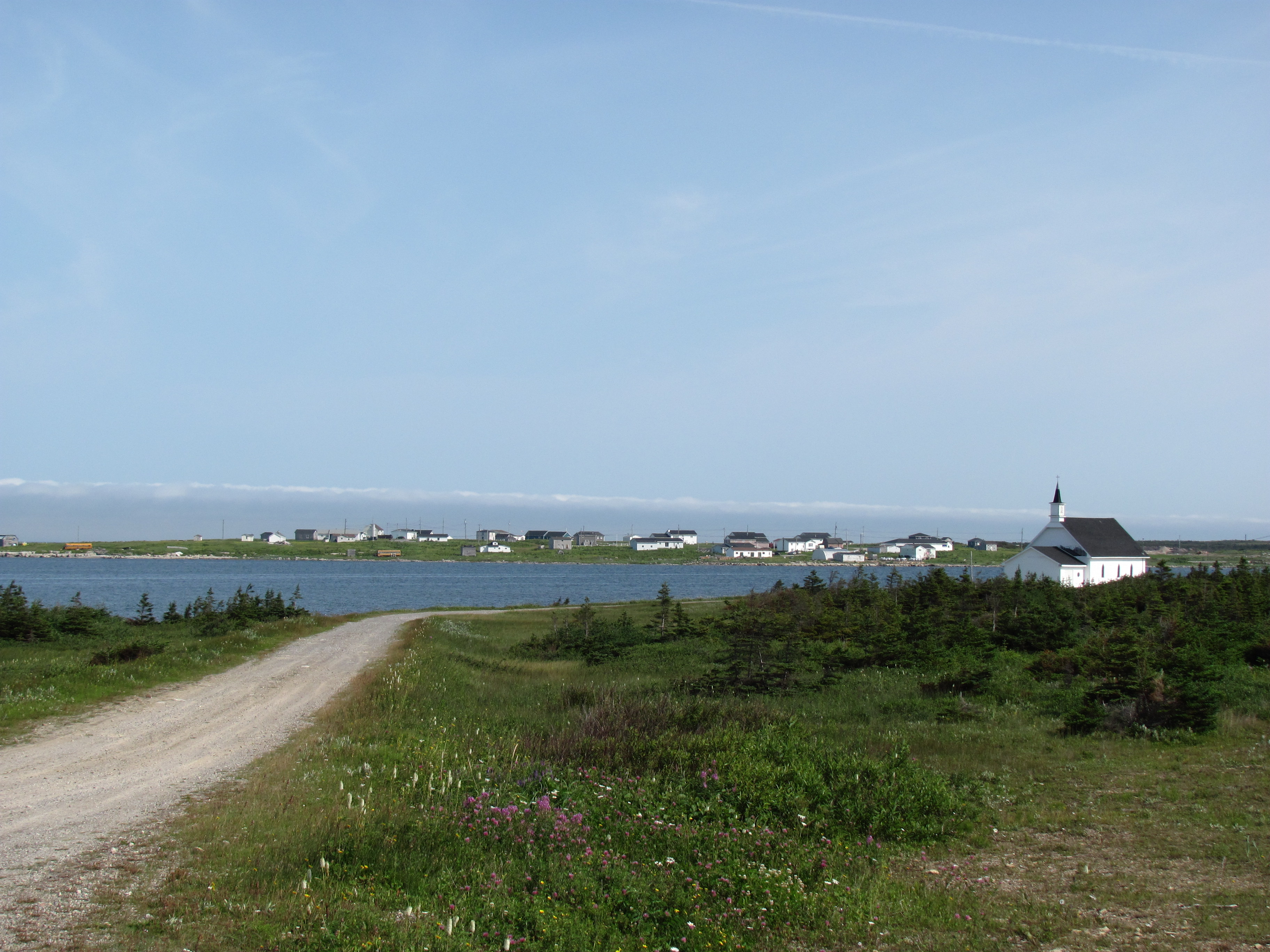
United Church
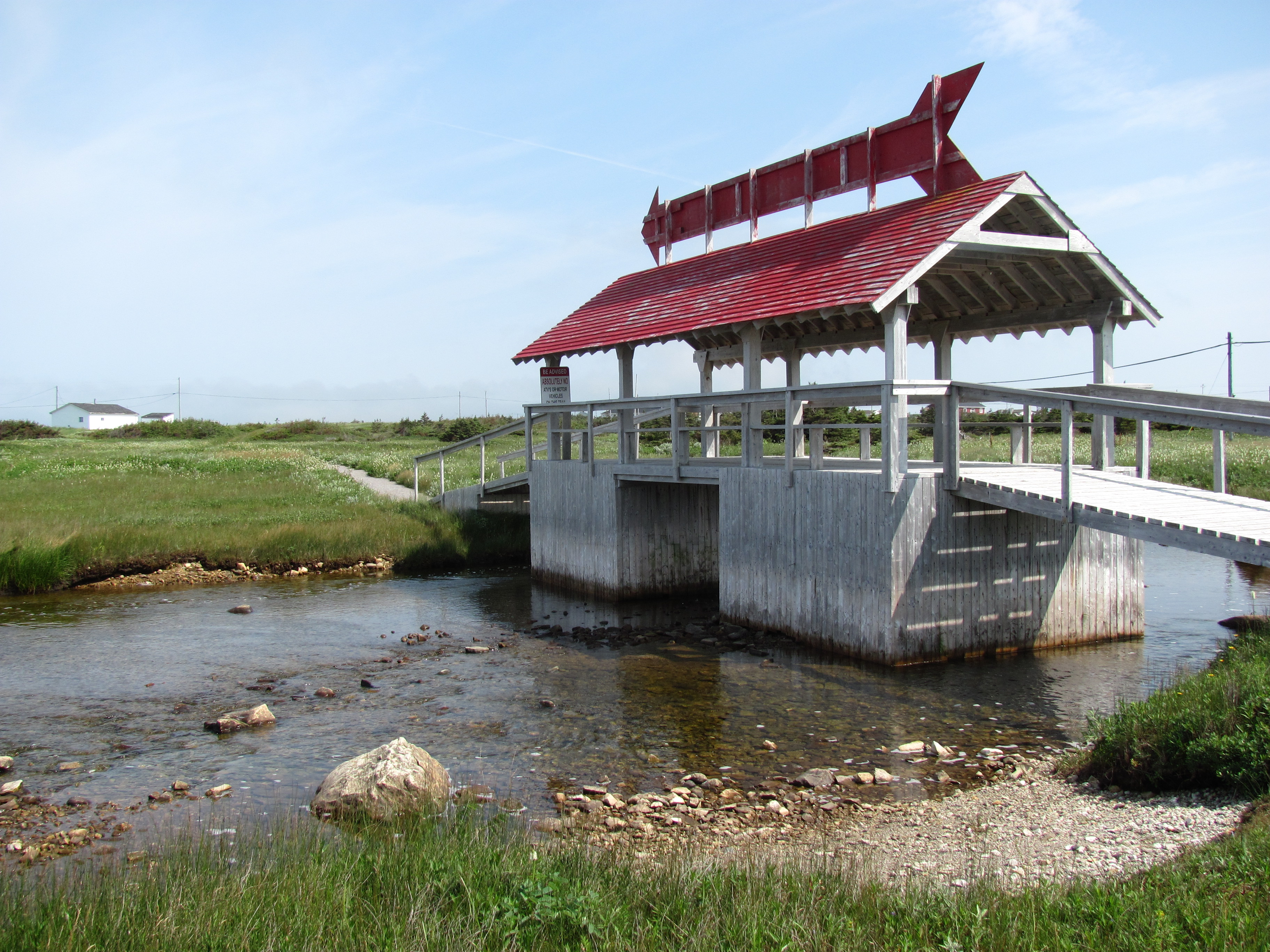
Marjorie Bridge
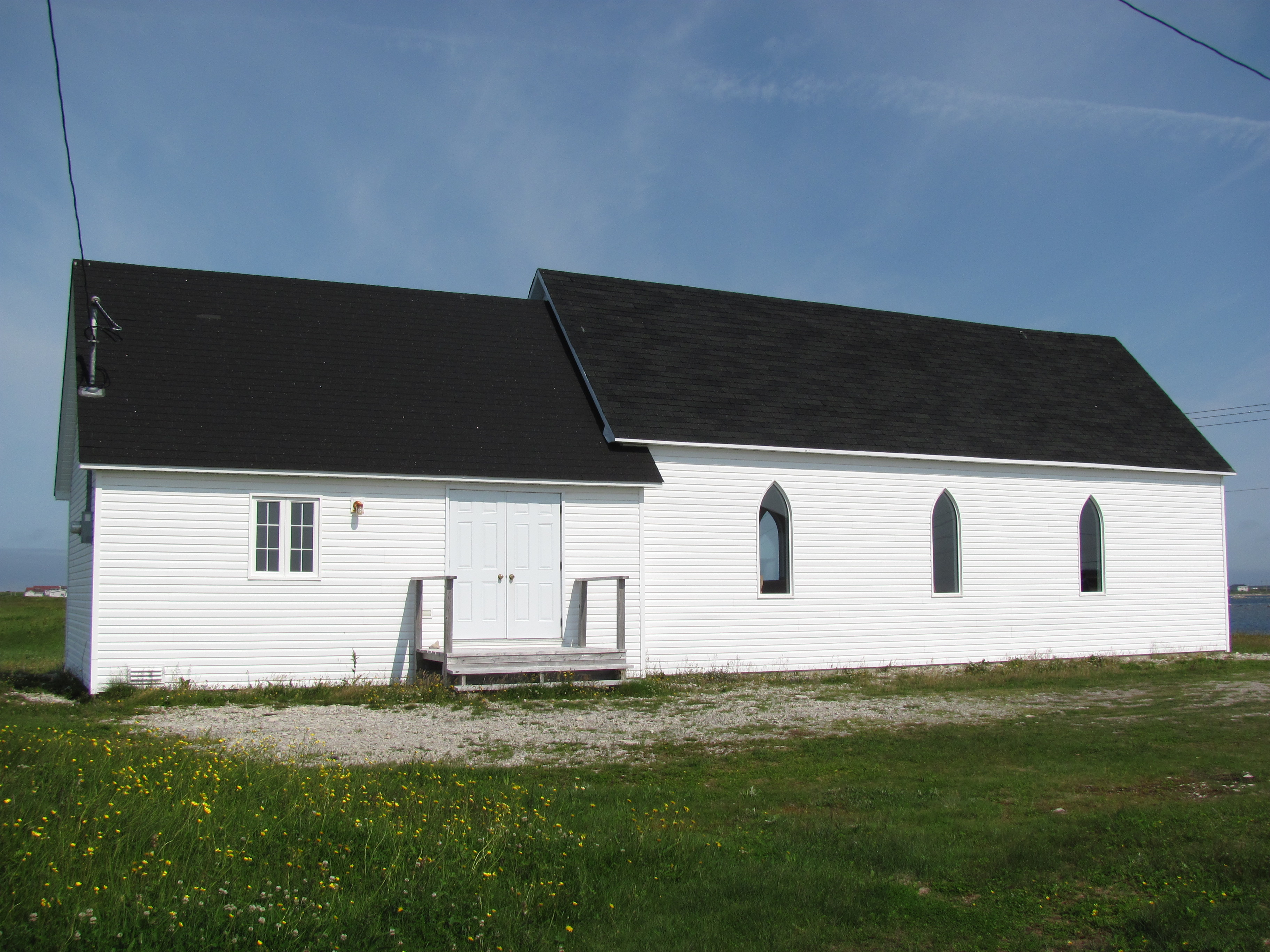
Lady of Snow katolska kyrka
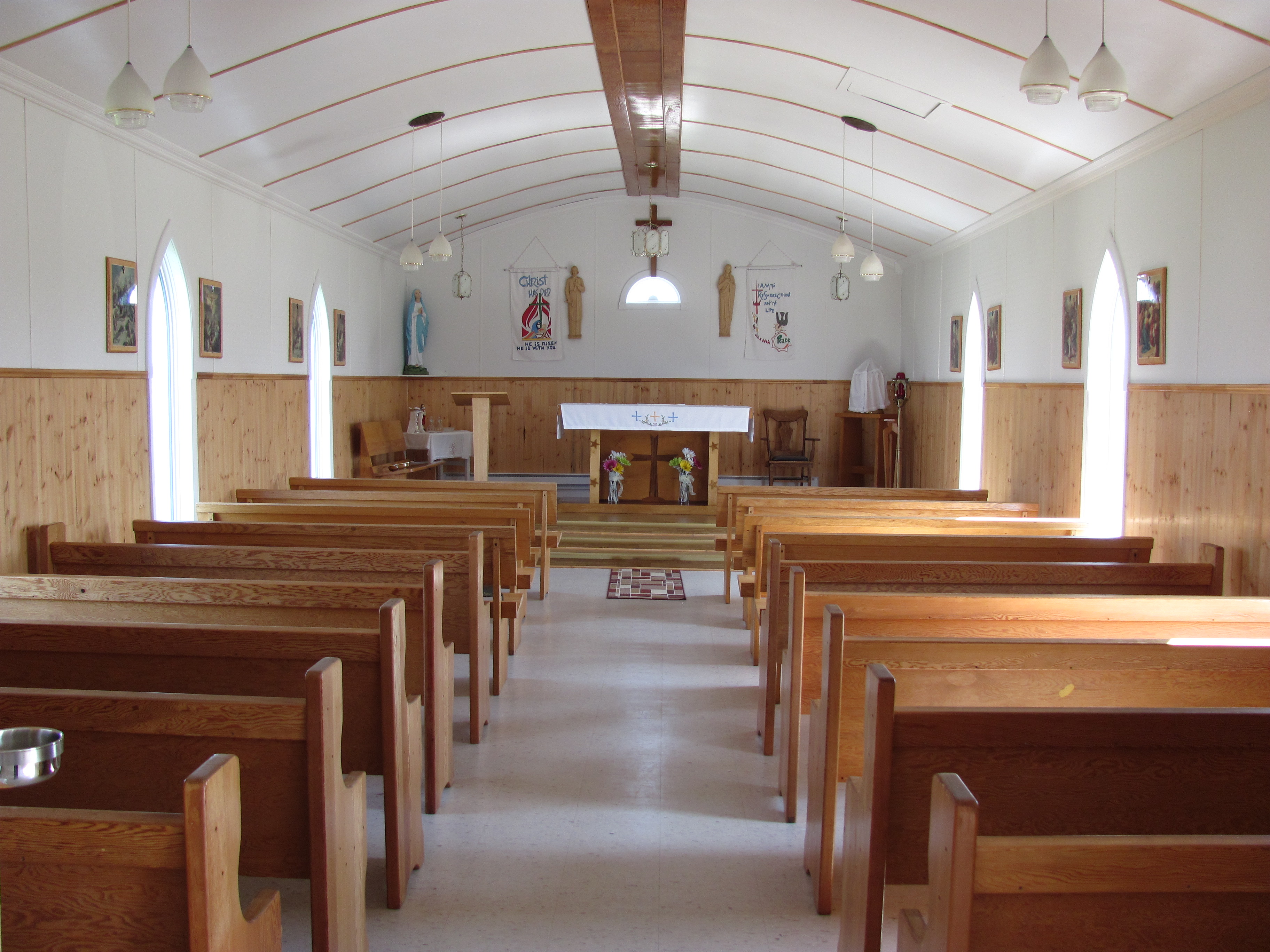
Lady of Snow katolska kyrka